# Leonardo Cauteruchi
Leonardo Pablo Cauteruchi (* 4. Mai 1973 in Mar del Plata) ist ein ehemaliger argentinischer Fußballspieler. Der Torwart spielte für Vereine in Argentinien und Chile.

## Karriere
Leonardo Cauteruchi begann seine Fußballkarriere 1993 beim CA Platense und wechselte Mitte 1994 zum CA Atlanta, ehe er bis 1998 für den CA Aldosivi spielte. 1999 ging er nach Chile und spielte für vier Jahre beim CD Palestino, wo er sich etablierte und an der Liguilla-Qualifikation für die Copa Libertadores 2001 teilnahm. 2003 wechselte er zu Universidad Católica, um den zum Ligakonkurrenten Colo-Colo wechselnden Torhüter Jonny Walker zu ersetzen. Mit Universidad Católica spielte Cauteruchi in der Copa Libertadores und Copa Sudamericana, musste aber in der Liga Play-off-Niederlagen im Elfmeterschießen einstecken. 2005 verließ er die Hauptstadt und schloss sich Deportes Concepción an, das gerade in die erste Liga aufgestiegen war. 2006 spielte er kurz bei Santiago Morning, ehe er zu Olimpo de Bahía Blanca in Argentinien zurückkehrte und dort 2010 seine Karriere beendete.
Heute arbeitet Cauteruchi als Spieleragent und hat bekannte chilenische Spieler wie Christian Vilches und Paulo Garcés sowie den argentinischen Trainer Pablo Guede vertreten.